# Tudor Deliu
Tudor Deliu (ur. 29 października 1955 w Malcoci, zm. 4 sierpnia 2023) – mołdawski polityk i nauczyciel akademicki, deputowany, lider Partii Liberalno-Demokratycznej (2018–2020).

## Życiorys
Absolwent dziennikarstwa na Państwowym Uniwersytecie Mołdawskim (1981). Pracował jako nauczyciel, w latach 1990–1994 był burmistrzem miejscowości Răzeni w rejonie Ialoveni. W 1998 został wykładowcą uczelni Academia de Administrare Publică w Kiszyniowie, na której w 2006 uzyskał magisterium z prawa konstytucyjnego i administracyjnego.
W latach 2007–2008 przewodniczył partii „Pentru Neam și Țară”, później dołączył do Partii Liberalno-Demokratycznej. W marcu 2010 objął mandat posła do Parlamentu Republiki Mołdawii. Utrzymywał go w dwóch kolejnych wyborach w 2010 i 2014, zasiadając w mołdawskim parlamencie do 2019.
W 2018 został przewodniczącym Partii Liberalno-Demokratycznej. Kierował nią do 2020, gdy na czele ugrupowania ponownie stanął Vlad Filat. W tym samym roku Tudor Deliu kandydował w wyborach prezydenckich, w pierwszej turze zajął siódme miejsce wśród 8 kandydatów z wynikiem 1,4% głosów.